# Cents

Cents in Luxemburg-Stadt

Cents (luxemburgisch Zensⓘ) ist ein Stadtteil im Osten von Luxemburg-Stadt. Ende 2018 lebten 6.316 Personen im Quartier. Die Fläche des Stadtteils beträgt 173 Hektar.
Die Rue de Trèves führt vom Quartier Grund kommend in Richtung Trier. Der Bahnhof Cents-Hamm liegt an der Bahnstrecke Luxemburg–Wasserbillig.
An Sehenswürdigkeiten sind zu nennen:
- Katholische Kirche Heiliger Geist von 1980
- Platz mit Aussicht über die ganze Stadt Luxemburg im Kéibierg (direkt beim Busstop Kéibierg-I.N.S.)